# Kiskörút
Le Kiskörút ([ˈkiʃkøɾuːt]) est une voie structurante de Budapest. L'expression désigne les différents boulevards qui ferment l'ancienne vieille ville de Pest, entre Deák Ferenc tér et le Danube. Ces boulevards successifs prennent tout au long des noms différents : Károly körút entre Deák Ferenc tér et Astoria, Múzeum körút entre Astoria et Kálvin tér, Vámház körút entre Kálvin tér et les Halles centrales de Budapest (Fővám tér). Il est prolongé sur la rive droite du Danube, à Buda, sur Bartók Béla út.
Du nord au sud, il traverse les 5e, 7e, 8e et 9e arrondissements de Pest. Il forme un demi-cercle qui relie le centre-ville de Budapest au nord et le Szabadság híd (pont de la Liberté) au sud.

## Caractéristiques
Le körút est un boulevard parcouru par deux lignes de tramway au milieu et traversé par deux grandes routes: Rákóczi út au niveau d'Astoria et Üllői út au niveau de Kálvin tér.

## Lieux et édifices
Du nord au sud :
- Maison Anker
- Temple évangélique de Deák tér
- Hôtel de ville de Budapest
- Grande synagogue de Budapest
- Université Loránd-Eötvös
- Musée national hongrois
- Kálvin tér
- Ráday utca
- Temple réformé de Kálvin tér
- Fővám tér
- Halles centrales de Budapest
- Váci utca
- Université Corvinus de Budapest
- Pont de la Liberté (Szabadság híd)

## Transports

### Métros
Les trois métros de Budapest possèdent des stations sur le kiskörút. Du nord au sud : Deák Ferenc tér (métro de Budapest) (lignes    ), Astoria (ligne  ), Kálvin tér (ligne   ) et Fővám tér (ligne  ).

### Tramways
Le kiskörút est desservi par les lignes  47 et 49 du tramway de Budapest, reliant Deák Ferenc tér au nord vers Móricz Zsigmond körtér au sud.